# Petr Soukup (básník)
Petr Soukup (* 5. března 1987) je český básník, stand-up komik, reklamní a hudební textař.

## Život, dílo
Maturoval na SOU elektrotechnickém v Plzni a vystudoval režijní školu SČDO v Brandýse nad Labem. Od roku 2008 žije v Praze. Je autorem řady hudebních textů (Lucie Bílá, Monika Bagárová Eva Burešová, Memphis, Varhan Orchestrovič Bauer, Calm Season, Viktor Dyk), významná je jeho práce pro hudební skupinu Abraxas, v níž působil nejen jako textař, ale také jako manažer a jako producent (alba Klid a Tribute Abraxas).
Je autorem krátkých básnických útvarů. První básnickou sbírku Darebák vydal v roce 2007 v plzeňském literárním klubu ASON. V září 2013 u nakladatelství Čas vyšla jeho druhá sbírka básní 2/3 chlapa. Objevily se v ní také doprovodné ilustrace grafika Aleše Čumy, s nímž Soukup o dva roky později rozvinul spolupráci knihou kresleného humoru založeného na slovních hříčkách Skecy. Na konci roku 2016 vydal sbírku básní a stíracích glos s názvem Vyšší plevel. Ke svým 30. narozeninám sepsal sbírku Milovat šohaiku, která vyšla zároveň v japonštině. Přeložila ji Yukiko Tokuda a ilustrovala Zuzana Osako. V roce 2018 se stal svým vlastním vydavatelem, když představil sbírku Erekce srdce, která reaguje na rostoucí popularitu jeho textů na sociálních sítích. O rok později vyšlo pokračování Inspekce srdce. V říjnu 2020 vydal sbírku Básničky pro vaše obrázky, která je určena dětem a vyrobena tak, aby si ji mohl každý sám ilustrovat. V dalším roce vydal Česko-český slovník a v roce 2022 sestavil sbírku erotický příběhů lidí z celého Česka - Erotické příběhy, které se staly, která se rok na to dočkala pokračování. V roce 2024 vydal knihu bajek pro děti Bajkeři, sbírku různých tajemství s názvem "Nech si to pro sebe!" a audioknihu Erotické příběhy, které se staly. Ve stejném roce také absolvoval 50 vystoupení se svým stand-upem a s Podcastem Přirození. S producentem Jiřím Vidasovem vydal dvě hudební alba Thrash Metal (2021) a Bejt z dobrý rodiny není prdel (2022).
Je autorem českých textů pro rockovou show Hedwig (vítěz redakční volny idivadlo.cz za překlad) a spoluautorem textů pro muzikál Matilda (2022 / Netflix).
Petr Soukup vystupuje se svým stand-up poetry po celé České republice. Diváci ho mohou také vidět na Barování v Malostranské besedě. 
S Janem Sedláčkem uváděl pravidelně každý týden (2022 - 2024) Podcast Přirození - Jak to mají muži. 

## Ukázka díla
2/3 chlapa
Mám dům co hezky stojí
svůj strom co krásně roste
99 dcer
a jdu to zkusit po sté

## Diskografie
Texty na hudební alba:
- Slávek Janda –Silikon (2008)
- Slávek Janda – 40 let na scéně– DVD (2009)
- Abraxas – Hlava v oblacích (2009)
- Trigger – Neztrácím víru (2012)
- Abraxas – Tribute (2014)
- Calm Season – Symboly (2014)
- Abraxas - Klid (2015)
- Memphis – Zůstávám – EP (2016)
- Abraxas – 40 let Nekonečný boogie (2016)
- Lucie Bílá – Ta o mně (2019)
- Petr Soukup a Jiří Vidasov – Thrash Metal (2021)
- Petr Soukup a Jiří Vidasov – Bejt z dobrý rodiny není prdel (2022) recenze
- Petr Soukup - Erotické příběhy, které se staly - audiokniha (2024)
- Petr Soukup - Zlatý hodinky (2025)

Hudební produkce:
- Abraxas – Tribute (2014)
- Abraxas – Klid (2015)
- Petr Soukup a Jiří Vidasov – Thrash Metal (2021)
- Petr Soukup a Jiří Vidasov – Bejt z dobrý rodiny není prdel (2022) recenze